# York Utilities Corporation
Die York Utilities Corporation war eine Bahngesellschaft in Maine und New Hampshire (Vereinigte Staaten), die ein Netz von Überlandstraßenbahnen betrieb.

## Geschichte
Die York Utilities hatte mehrere Vorgängergesellschaften, die kleinere Straßenbahnbetriebe entlang und in der Nähe der Küste zwischen Saco und Portsmouth gebaut hatten. Bereits 1893 wurde die Mousam River Railroad zwischen Sanford und Springvale eröffnet. Die Strecke hatte in Springvale eine Gleisverbindung zur Bahnstrecke Portland–Rochester. 1899 nahm die Sanford and Cape Porpoise Railway die Strecke von Sanford über Kennebunk und Town House bis zum Hafen Cape Porpoise an der Küste in Betrieb. 1900 wurde die Atlantic Shore Line Railway (ASLR) gegründet, die am 4. Juli des gleichen Jahres ihre erste Strecke von Kennebunkport nach Town House eröffnete. Am 1. April 1904 kaufte die ASLR die beiden anderen Gesellschaften sowie die Sanford Power Company auf. Neben dem Personentransport fand auf den Strecken auch Güterverkehr, vor allem Stückguttransport, statt.
Die Strecke Kennebunkport–Town House wurde am 24. Juli 1904 bis Biddeford verlängert, wo an der Kreuzung Birch/Alfred Street Anschluss an die Biddeford and Saco Railroad bestand. Am 1. Februar 1906 erwarb die ASLR die Portsmouth, Dover and York Street Railway, die neben einer Fähre von Kittery nach Portsmouth Straßenbahnstrecken von Kittery über York Harbor nach York Beach und über Eliot und Great Works (heute Jewett) nach South Berwick, sowie eine Querverbindung von York Point nach Eliot und eine Zweigstrecke von South Berwick Junction südlich von Great Works nach Dover (New Hampshire) betrieb. Der Abschnitt in New Hampshire gehörte der Dover and Eliot Street Railway, die durch die Portsmouth, Dover&York gepachtet worden war. Die Endstelle in Kittery lag auf Badgers Island an der Fährstation. Diese Strecken waren 1903 fertiggestellt worden. Eine Verbindung der beiden Netze zwischen York Beach und Kennebunk wurde am 21. Juli 1907 eröffnet. Im Juli 1909 erwarb die Gesellschaft noch die Alfred Light and Power Company. 1910 ging die Bahngesellschaft in Konkurs und wurde am 1. Januar 1911 als Atlantic Shore Railway neu aufgestellt.
Nach einem erneuten Konkurs 1915 und der daraus resultierenden Wiederausgliederung der Portsmouth, Dover and York Street Railway (PD&Y) wurde 1922 schließlich die York Utilities Corporation gegründet, die die Bahn – ohne die PD&Y – übernahm. 1923 ging die letzte Neubaustrecke, eine Umtrassierung der Strecke zwischen Sanford und Springvale, in Betrieb. In den darauffolgenden Jahren wurde das Netz jedoch schrittweise stillgelegt. Am 31. März 1924 endete der Verkehr auf der erst 17 Jahre alten Strecke zwischen York Beach und Kennebunk, die PD&Y hatte ihren Betrieb bereits im Jahr zuvor eingestellt. 1925 wurde die Strecke von Arundel nach Cape Porpoise stillgelegt. Dem folgte 1927 die Strecke von Sanford über Kennebunkport nach Biddeford. Die nur etwa 3,5 Kilometer lange Reststrecke von Sanford nach Springvale wurde noch bis 1947 betrieben und 1949 an die Sanford and Eastern Railroad verkauft, die die elektrischen Anlagen abbaute und die Strecke noch bis 1961 im Güterverkehr benutzte.
Das Seashore Trolley Museum an der Log Cabin Road nördlich von Arundel wurde 1939 gegründet und betreibt seit einigen Jahren eine Museumsstraßenbahnstrecke. Sie beginnt am Museum und verläuft auf eigenem Bahnkörper auf der Trasse der früheren York-Utilities-Strecke nordwärts in Richtung Biddeford. Nach etwa zwei Kilometern endet die Strecke in einer Gleisschleife. Das Museum besitzt die Trasse bis Biddeford und plant einen Wiederaufbau der Strecke bis dorthin.